# برنارد فلمنج
برنارد فلمنج (بالإنجليزية: Bernard Fleming)‏ (8 يناير 1937 في المملكة المتحدة - ) هو لاعب كرة قدم بريطاني في مركز الظهير. لعب مع غريمسبي تاون ونادي تشستر سيتي وWinsford United F.C. ‏ ونادي ووركينغتون.

## وصلات خارجية
- برنارد فلمنج على موقع قاعدة بيانات كرة القدم.إي يو (الإنجليزية)